# 転造
転造(てんぞう)とは、強い力を加えて素材を変形させる塑性加工の一つで、棒状の加工素材を回転させながら、転造ダイスと呼ばれる工具に押し当てることにより成形する方法である。
転造加工で施す形状の一つには、ローレットと呼ばれる金属表面に細かい凹凸状の形状を施す技法もある。

## 加工技術の用途
転造は、おねじの加工用に開発された加工方法で、転造加工において、現在でも最も一般的に利用されているのはおねじ加工である。他には、スプライン、セレーション、ウォーム等のような回転対称体である機械要素部品の加工に用いられることもある。
しかし、鋳鉄や硬度の高い素材は、伸び率が低かったり、硬度が高いため転造には向かない。

## 加工技術の開発史

### 米国における技術開発
ねじ山の冷間転造に関する最初の特許は、1836年にニューヨーク州モンローのウィリアム・キーンに発行された。しかし、ねじ山をねじ素材に転造するためのダイスは、もろい鋳鉄製であったため、この機械は成功しなかった。このプロセスは、1867年にニューヨーク州ユーティカのハーベイ・J・ハーウッドが木ねじにねじ山を冷間転造する特許を申請するまで停滞していた。その後、ねじ素材にねじ山を冷間転造するさらなる努力が続いが、ニュージャージー州オレンジのヘイワード・オーガスタス・ハーベイ（1824～1893）が1880年と1881年に特許を申請するまで、大きな成功を収めたものはなかったようである。ロードアイランド州プロビデンスのアメリカン・スクリュー社のチャールズ・D・ロジャースは、ねじ素材にねじ山を転造するプロセスをさらに改良した。

## 加工方法・手順
転造ダイスは、外周がねじの形をした複数の円筒形状からなり、通常2個または3個を1セットとして用いる。おねじの異なる加工品に対してそれぞれ専用のダイスを用意する必要があるが、ダイスの形状によりメートルねじ(M)や台形ねじ(TM、TW)、テーパネジ(PT,PS)のほか、特殊成形ねじ等、多種多様な製品を製作することが可能である。
加工手順は、素材（棒材）を転造ダイスにより挟み込み、素材を回転させながら、素材の中心方向へダイスに圧力を加える。素材の降伏点を超えた圧力をかけることにより、素材は塑性され永久的に変形し、形状を造る。このようにして成形されたねじを転造ねじという。加工後の素材の表面形状はダイスの表面形状に依存し、素材はダイスとは逆回転しながら加工部分が移動していくため、転造は逐次成形加工に分類される。
転造加工においては通常は冷間（常温）で加工を行う。冷間成形中、素材の組織は移動するだけで切断されないため、切屑を出さない。また、転造ねじは切削ねじに比べて強度があり、加工能率も高く、量産品の製造に適している。